# Jekaterina Aleksandrovskaja
Jekaterina Dmitrijevna (Katja) Aleksandrovskaja (Russisch: Екатерина Дмитриевна Александровская) (Moskou, 1 januari 2000 – aldaar, 17 of 18 juli 2020) was een in Rusland geboren Australisch kunstschaatsster die uitkwam als paarrijdster. Ze nam met haar schaatspartner Harley Windsor deel aan de Olympische Winterspelen in Pyeongchang. Het paar werd in 2017 wereldkampioen bij de junioren.

## Biografie

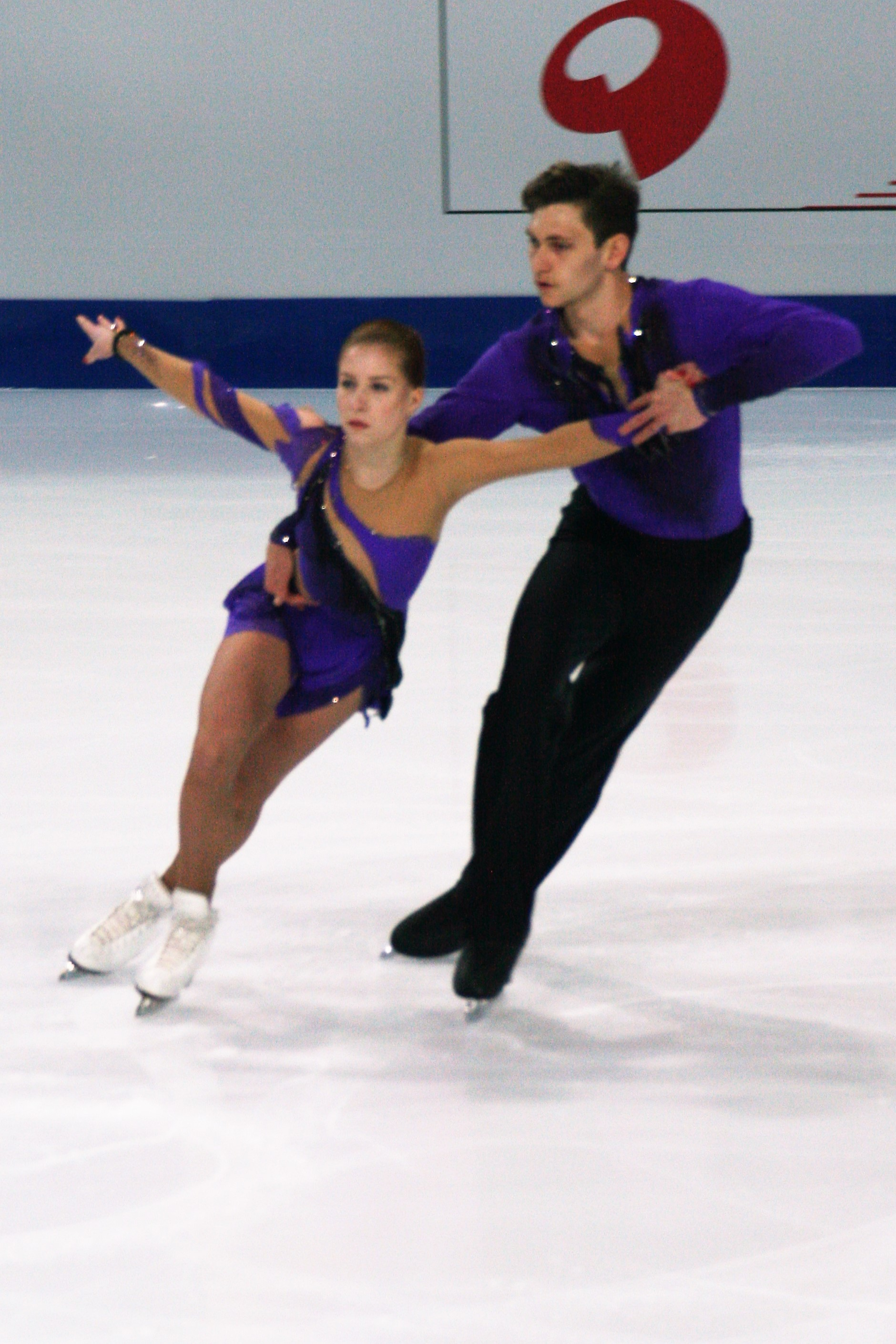
Aleksandrovskaja en Windsor (2016)

Aleksandrovskaja begon in 2004 met kunstschaatsen. Nadat ze tot eind 2011 als soloschaatsster actief was, verscheen ze het seizoen erna als paarrijdster met de Oekraïner Vladislav Lysoy. Vervolgens schaatste ze van 2014 tot 2016 met Aleksandr Epifanov. De coaches van de Australiër Harley Windsor kwamen in contact met Aleksandrovskaja's coach Nina Mozer: op haar advies ging ze eens trainen met Windsor. Aleksandrovskaja en Windsor begonnen in december 2015 met schaatsen. Hun beider coaches oordeelden dat ze een goede match waren en zij mocht al spoedig van haar geboorteland voor Australië uitkomen.
In het seizoen 16/17 maakten Aleksandrovskaja en Windsor hun debuut bij internationale wedstrijden, en uiterst succesvol. Als eerste Australische kunstschaatsers wonnen ze in 2016 een Junior Grand Prix-wedstrijd, kwalificeerden ze zich voor de Junior Grand Prix-finale en wonnen ze in maart 2017 de WK voor junioren. Ze namen twee keer deel aan zowel de WK als de 4CK. In september 2017 bemachtigde het duo de bronzen medaille bij de Nebelhorn Trophy, en kwalificeerden zich hiermee voor een van de laatst overgebleven spots bij het kunstrijden voor de Olympische Winterspelen in Pyeongchang. De Russische Aleksandrovskaja ontving een maand later haar Australische paspoort, waarmee aan alle voorwaarden voor deelname aan de Winterspelen werd voldaan. In december 2017 wonnen de twee als eerste Australiërs de Junior Grand Prix-finale en in januari 2018 werden ze zesde bij de 4CK. Ze kwamen in februari 2018 uit op de Winterspelen. Het duo hoopte op succes bij de Olympische Winterspelen van 2022.
Vanwege aanhoudende blessures bij Aleksandrovskaja beëindigde het duo in februari 2020 de samenwerking. Windsor had aangegeven door te willen en zou op zoek gaan naar een andere schaatspartner. Aleksandrovskaja kampte met epilepsie-aanvallen en depressies. In juli 2020 pleegde ze zelfmoord door uit een raam te springen.

## Persoonlijke records
Aleksandrovskaja/Windsor
| records             | punten | datum      | toernooi            |
| ------------------- | ------ | ---------- | ------------------- |
| Hoogste totaalscore | 190.31 | 29-09-2017 | CS Nebelhorn Trophy |
| Hoogste korte kür   | 066.45 | 24-01-2018 | 4CK                 |
| Hoogste vrije kür   | 125.80 | 29-09-2017 | CS Nebelhorn Trophy |

## Belangrijke resultaten
| Kampioenschap                | 15/16 | 16/17 | 17/18 | 18/19  | 19/20  |
| ---------------------------- | ----- | ----- | ----- | ------ | ------ |
| Olympische Spelen            |       |       | 18e   |        |        |
| Wereldkampioenschap          |       | 16e   | 16e   |        |        |
| Viercontinentenkampioenschap |       | 11e   | 6e    | t.z.t. | t.z.t. |
| Nationaal kampioenschap      | —     | Goud  | —     | Goud   |        |
| WK junioren                  |       | Goud  |       |        |        |
| Junior Grand Prix-finale     |       | 5e    | Goud  |        |        |

t.z.t. = trokken zich terug